# 上・京・物・語
「上・京・物・語」（じょうきょうものがたり）は、シャ乱Qの4枚目シングル。1994年1月21日にBMGビクターから発売された。

## 解説
デビューから1年半経過するもなかなか売れず、レコード会社・所属事務所から契約を打ち切られるか否かの瀬戸際に放たれた4枚目のシングル。当初はパッとしなかったものの、テレビ東京系「浅草橋ヤング洋品店」でタイアップに使われ、結果的に12万枚以上のヒット。後の大成功を掴むきっかけとなった。フジテレビの深夜番組「殿様のフェロモン」のオープニングテーマ曲にも起用。同番組の生放送にメンバー・マネージャーが出演、本楽曲をプロモーションした。

## アートワーク
ジャケット撮影は羽田空港で敢行。撮影中、彼らの派手なコスチュームの為に怪しまれたが、偶然に所属事務所の先輩である森高千里がツアー先へ移動する為に同所を訪れており、そのおかげで撮影がスムーズにいったエピソードがある。

## 収録曲
全曲　作曲:はたけ／編曲:鳥山雄司･シャ乱Q
1. 上・京・物・語
作詞:まこと
2. まさかの大誤算
作詞:つんく

## 収録アルバム
- ロスタイム (#1)
- シングルベスト10★おまけつき★ (#1)
- BEST OF HISTORY (#1)
- シャ乱Qハタチのベスト・アルバムDVDつき (#1)
- GOLDEN☆BEST シャ乱Q(#1,2)

## カバー
ビジュアル系ロックバンド、Janne Da Arcのボーカルyasuのソロ・プロジェクト、Acid Black Cherryがシングル「少女の祈りIII」のカップリング曲として「上・京・物・語」をカバーした。